# Xã Fairfield, Quận Crow Wing, Minnesota
Xã Fairfield (tiếng Anh: Fairfield Township) là một xã thuộc quận Crow Wing, tiểu bang Minnesota, Hoa Kỳ. Năm 2010, dân số của xã này là 345 người.